# Končar – Inženjering
Končar – Inženjering d.o.o. za proizvodnju i usluge (Končar - KET) je društvo s ograničenom odgovornošću sa sjedištem u Zagrebu koje se od osnutka 1991. godine etabliralo kao respektabilna inženjering tvrtka s osnovnom djelatnošću inženjeringa pri izgradnji i rekonstrukciji složenih objekata i postrojenja po načelu "ključ u ruke" u elektroenergetici, željezničkoj infrastrukturi te automatizaciji i upravljanju.

## Proizvodi i usluge
- Izgradnja i revitalizacija Hidroelektrana
- Visokonaponske i srednjenaponske transformatorske stanice
- Postrojenja s primjenom u termoelektranama
- Željeznička infrastruktura
- Automatizacija i upravljanje

## Ostala elektroenergetska postrojenja
- Stabilna postrojenja električne vuče
- Oprema pruga i kolodvora
- Upravljanje u elektroenergetici, dispečerski centri (SCADA), sustavi za napredne analize mreže, sustavi zaštite i upravljanja u hidroelektranama i transformatorskim stanicama
- Revitalizacija, modernizacija i održavanje postojećih postrojenja vlastite i tuđe proizvodnje
- Inženjering usluge (projektiranje, organizacija gradilišta, nadzor nad montažom, ispitivanje, puštanje u pogon itd.) za postrojenja u elektroenergetici

## Organizacijske cjeline
- Elektroenergetika (Hidroelektrane i termoelektrane, Transformatorske stanice, Dispečerski centri)

- Obnovljivi izvori energije (Sunčane elektrane, Male hidroelektrane, Kogeneracijska postrojenja, Vjetroelektrane)

- Željeznička infrastruktura (Elektrovučna postrojenja, Signalno sigurnosni sustavi)

- Automatizacija i upravljanje (Automatika, regulacija, upravljanje i zaštita, Sustavi daljinskog upravljanja, Elektronički nadzor i telekomunikacije)

## Značajniji poduhvati
Društvo je kontinuirano prisutno na svjetskom tržištu. Značajniji poduhvati su:
- Više od 100 hidroelektrana, 50 termoelektrana i 100 dizel elektrana
- Više od 300 transformatorskih stanica od 72,5 kV do 420 kV
- Više od 3000 distribucijskih transformatorskih stanica do 38 kV različitih tipova
- Više od 40 elektrovučnih podstanica (EPV) od 25 kV (50Hz) i više od 40 postrojenja za sekcioniranje od 25 kV (50Hz)
- Više postrojenja za kompenzaciju jalove snage 25 kV
- Više kontroliranih pružnih prijelaza
- Više od 100 sustava daljinskog upravljanja
- Više od 120 crpnih stanica za Egipat, Irak i Alžir
- Više industrijskih elektrana

- Hidroelektrana Bhavani Kattalai Barrage 1 u Indiji (2x16,6 MVA)
- Transformatorska stanica 220/110 kV Fierza u Albaniji
- Transformatorska stanica 220/110 kV Koman u Albaniji
- Transformatorska stanica 220/110 kV Plat u Hrvatskoj

### Domaći kupci
Najveći domaći kupci:
- Hrvatska elektroprivreda
- Zagrebački električni tramvaj
- Hrvatske željeznice
- INA Industrija nafte d.d.
- Hrvatske autoceste d.o.o.

### Izvozna tržišta
Albanija, Austrija, Bosna i Hercegovina, Egipat, Francuska, Grčka, Island, Indija, Irak, Kanada, Kenija, Kolumbija, Kostarika, Mađarska, Makedonija, Nizozemska, Nigerija, Njemačka, Peru, Ruanda, Rumunjska, Slovenija, Srbija, Švedska, Turska, Zambija.